# Olof Gavelin
Johan Olof Gavelin, född 5 augusti 1888 i Åsele, Västerbottens län, död 8 februari 1975 Malmberget, var en svensk gruvarbetare och riksdagspolitiker (s).
Gavelin var gruvarbetare i Malmberget, som politiker var han ledamot av riksdagens andra kammare 1941-1956 i Norrbottens läns valkrets. Han var även landstingsledamot från 1939.